# Skoczów (gmina)
Skoczów – gmina miejsko-wiejska w województwie śląskim, w powiecie cieszyńskim. W latach 1975–1998 gmina położona była w województwie bielskim.
Siedziba gminy to Skoczów.
Według danych z 30 czerwca 2004 gminę zamieszkiwało 25 518 osób. Natomiast według danych z 13 grudnia 2017 roku gminę zamieszkiwało 26 897 osób.

## Struktura powierzchni
Według danych z roku 2002 gmina Skoczów ma obszar 63,27 km², w tym:
- użytki rolne: 63%
- użytki leśne: 22%

Gmina stanowi 8,66% powierzchni powiatu.

## Demografia

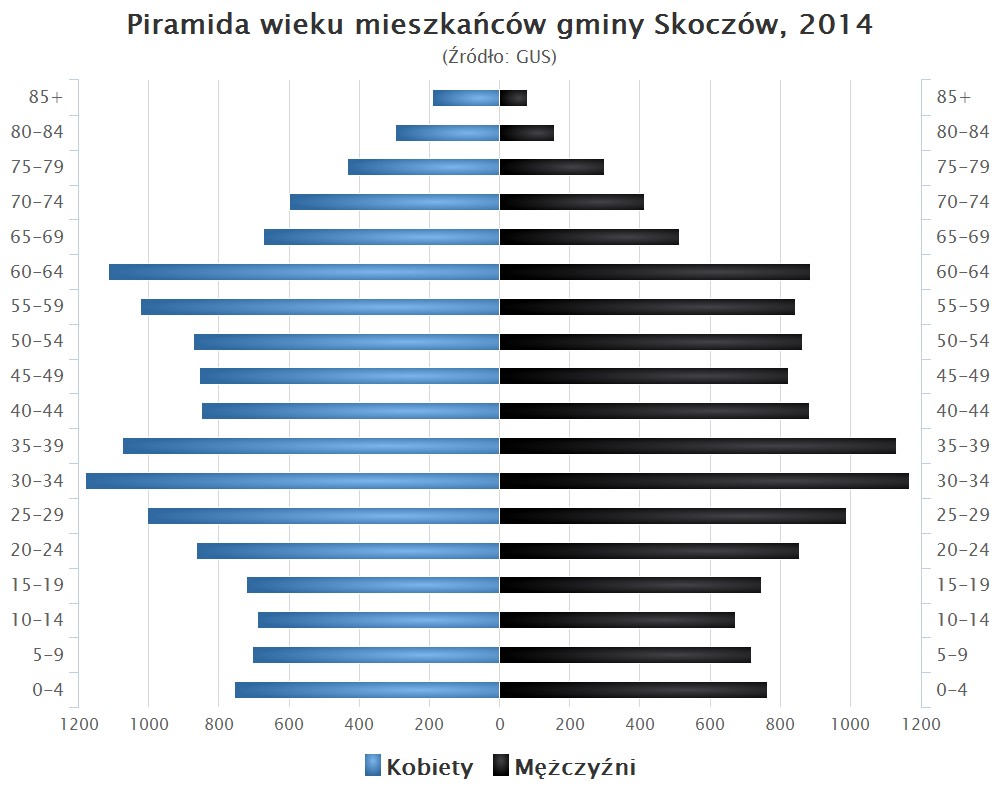
Piramida wieku mieszkańców gminy Skoczów w 2014 roku

Dane z 30 czerwca 2004:
| Opis                              | Ogółem | Ogółem | Kobiety | Kobiety | Mężczyźni | Mężczyźni |
| --------------------------------- | ------ | ------ | ------- | ------- | --------- | --------- |
| jednostka                         | osób   | %      | osób    | %       | osób      | %         |
| populacja                         | 25 518 | 100    | 13 367  | 52,4    | 12 151    | 47,6      |
| gęstość zaludnienia (mieszk./km²) | 403,3  | 403,3  | 211,3   | 211,3   | 192       | 192       |

## Miejscowości wchodzące w skład gminy

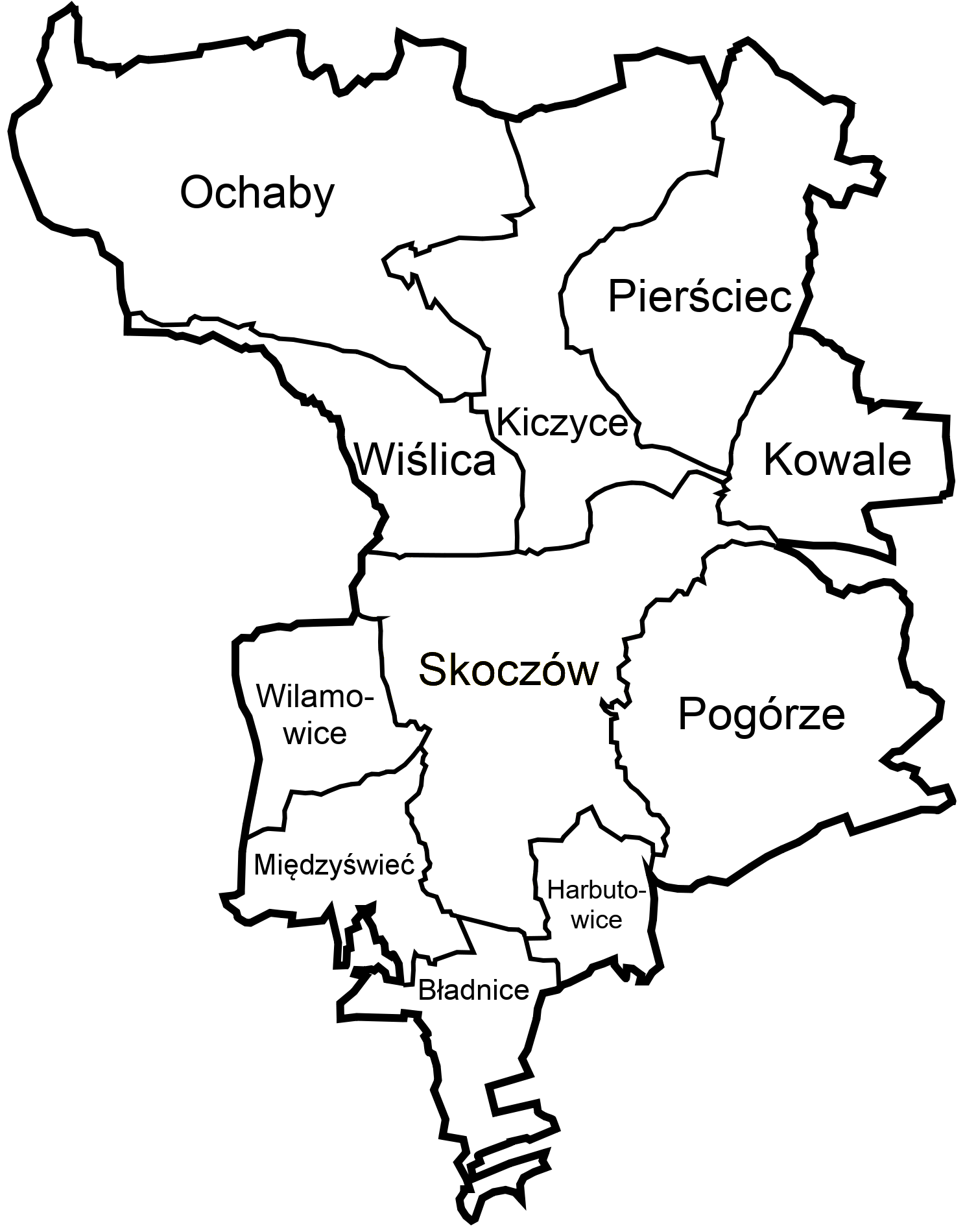
Miejscowości gminy Skoczów

W skład gminy Skoczów wchodzi miasto Skoczów i 10 sołectw:
| Herb               | Miejscowość                       | Powierzchnia (w ha) | Ludność (2010) | Gęstość zaludnienia (os./km²) | Położenie |
| ------------------ | --------------------------------- | ------------------- | -------------- | ----------------------------- | --------- |
| herb Skoczowa      | Skoczów (siedziba gminy)          | 979                 | 14636          | 1495                          |           |
| herb Bładnic       | Bładnice (Bładnice Dolne i Górne) | 291                 | 706            | 242,6                         |           |
| herb Harbutowic    | Harbutowice                       | 177                 | 883            | 498,9                         |           |
| herb Kiczyc        | Kiczyce                           | 730                 | 983            | 134,7                         |           |
| herb Kowal         | Kowale                            | 349                 | 611            | 175,1                         |           |
| herb Międzyświecia | Międzyświeć                       | 298                 | 1000           | 335,6                         |           |
| herb Ochab         | Ochaby (Ochaby Wielkie i Małe)    | 1318                | 2016           | 153                           |           |
| herb Pierśćca      | Pierściec                         | 709                 | 1756           | 247,7                         |           |
| herb Pogórza       | Pogórze                           | 863                 | 1851           | 214,5                         |           |
| herb Wilamowic     | Wilamowice                        | 278                 | 457            | 164,4                         |           |
| herb Wiślicy       | Wiślica                           | 357                 | 684            | 191,6                         |           |

## Sąsiednie gminy
Brenna, Chybie, Dębowiec, Goleszów, Jasienica, Strumień, Ustroń.